# Yemisi Ogunleye
Yemisi Ogunleye (n. 3 octombrie 1998, Germersheim, Renania-Palatinat, Germania) este o atletă germană, medaliată olimpică. A participat la o ediție a Jocurilor Olimpice (2024) în care a câștigat o medalie de aur în proba de aruncarea greutății.

## Palmares
| An   | Competiție                                 | Locație                  | Loc | Note    |
| ---- | ------------------------------------------ | ------------------------ | --- | ------- |
| 2015 | Campionatul de Mondial de Juniori (sub 18) | Cali, Columbia           | 7   | 16,73 m |
| 2017 | Campionatul de Mondial de Juniori          | Grosseto, Italia         | 6   | 15,69 m |
| 2022 | Cupa Europei la aruncări                   | Leiria, Portugalia       | 5   | 17,09 m |
| 2023 | Cupa Europei la aruncări                   | Leiria, Portugalia       | 2   | 18,09 m |
| 2023 | Campionatul European pe Echipe             | Chorzów, Polonia         | 2   | 18,85 m |
| 2023 | Campionatul Mondial                        | Budapesta, Ungaria       | 10  | 18,97 m |
| 2024 | Campionatul Mondial în sală                | Glasgow, Marea Britanie  | 2   | 20,19 m |
| 2024 | Campionatul European                       | Roma, Italia             | 3   | 18,62 m |
| 2024 | Jocurile Olimpice                          | Paris, Franța            | 1   | 20,00 m |
| 2025 | Campionatul European în sală               | Apeldoorn, Țările de Jos | 1   | 19,56 m |